# Sally Miller Gearhart
Sally Miller Gearhart, née le 15 avril 1931 et morte de 14 juillet 2021, est une enseignante américaine, féministe, écrivaine de science-fiction et militante politique. En 1973, elle devient la première lesbienne déclarée à obtenir un poste de professeur puis à être embauchée par l'Université d'État de San Francisco, où elle aide à établir l'un des premiers programmes d'études sur les femmes et le genre dans le pays. Plus tard, elle devient une militante de renommée nationale des droits des homosexuels.

## Biographie
Sally Gearhart fréquente une institution réservée aux femmes, Sweet Briar College (en), près de Lynchburg en Virginie. Elle obtient un baccalauréat ès arts en théâtre et en anglais en 1952, puis l'année suivante une maîtrise en théâtre et en allocution publique de la Bowling Green State University. Elle poursuit ses études à l'Université de l'Illinois à Urbana-Champaign, obtenant son Ph.D. en théâtre en 1956, avec l'intention de poursuivre une vie universitaire.
Sally Gearhart commence à enseigner l'élocution et le théâtre à l'Université d'État Stephen F. Austin (en) à Nacogdoches, Texas, et ensuite au Texas Lutheran College (en) (aujourd'hui Université) à Seguin, Texas. Dans ces deux postes, Sally Gearhart cache son orientation sexuelle pour se conformer à la culture des écoles. En tant que professeur, elle est très populaire et recherchée, mais sa vie personnelle est difficile, ne pouvant « sortir du placard ». Cette situation dure jusqu'à ce qu'elle déménage à San Francisco, en Californie, en 1970.
En 1973, Sally Gearhart rejoint l'Université d'État de San Francisco, où elle passe à l'enseignement des Women's studies. Elle y développe l'un des premiers programmes d'études sur les femmes et le genre aux États-Unis. Continuant d'écrire sur le lesbianisme et les sujets politiques liés, elle devient active politiquement, luttant en particulier pour des causes féministes radicales.
En 1978, elle lutte aux côtés de Harvey Milk, l'un des premiers politiciens ouvertement homosexuels aux États-Unis, pour vaincre la « Proposition 6 » de Californie, connue sous le nom de « Initiative Briggs ». Elle attaque l'initiative de John Briggs visant à interdire aux homosexuels des postes universitaires. Un extrait du débat figure dans le film documentaire The Times of Harvey Milk, qui contient aussi les réactions à San Francisco à la suite de l'assassinat de Milk.
Sally Gearhart figure également dans plusieurs autres documentaires, notamment Word Is Out: Stories of Some of Our Lives, sorti en 1977  et Last Call at Maud's sorti en 1993.
Elle enseigne à l'Université d'État de San Francisco jusqu'à sa retraite en 1992.
Installée depuis plusieurs années au nord de Willits, en Californie, celle qui se définissait comme une « militante politique en convalescence » décède le 14 juillet 2021 dans une maison de retraite de Ukiah, des suites d'une longue maladie,.

## Écrits
Après s'être installée à San Francisco, Sally Gearhart commence à écrire des romans de science-fiction féministes, et des nouvelles mettant en valeur ses idéaux utopiques pour un public lesbien plus large. En 1978, elle publie son roman le plus célèbre, The Wanderground (en), explorant les thèmes de l'écoféminisme et du séparatisme lesbien. Elle écrit deux livres dans le cadre de la trilogie Earthkeep, The Kanshou, publié en 2002, et The Magister, publié en 2003. Les deux histoires explorent un monde dystopique où les femmes sont plus nombreuses que les hommes et les humains sont les seuls êtres sur la planète.
Au début de sa carrière, Sally Gearhart participe à une série de séminaires à l'Université d'État de San Francisco, où les universitaires féministes discutent de manière critique des questions du viol, de l'esclavage et de la possibilité d'annihilation nucléaire. Elle décrit et justifie une proposition en trois étapes pour un changement social dirigé par les femmes : I) Chaque culture doit commencer à affirmer un avenir féminin. II) La responsabilité des espèces doit être rendue aux femmes de toutes les cultures. III) La proportion d'hommes doit être réduite et maintenue à environ 10% de la race humaine.
Elle ne fonde pas cette proposition radicale sur l'idée que les hommes sont intrinsèquement violents ou oppressifs, mais plutôt sur le fait que le « vrai danger réside dans le phénomène de la fraternisation masculine (en), cet engagement de groupes d'hommes les uns envers les autres, que ce soit dans une armée, un gang, un club, une loge, un ordre monastique, une société ou un sport de compétition. » Sally Gearhart identifie le renforcement du pouvoir auto-perpétué et exclusivement masculin au sein de ces groupes comme corrosif pour le changement social dirigé par les femmes. Ainsi, si « les hommes étaient réduits en nombre, la menace ne serait pas si grande et le placement de la responsabilité des espèces chez la femelle serait assuré ». Sally Gearhart, pacifiste convaincue, a reconnu que ce type de changement ne pouvait pas être obtenu par la violence de masse. En ce qui concerne la question critique de savoir comment les femmes pourraient y parvenir, elle fait valoir que c'est par la capacité de reproduction des femmes que le rapport hommes / femmes peut être modifié grâce aux technologies de clonage ou de fusion ovulaire, qui ne produiraient que des naissances féminines. Elle fait valoir que les femmes tirant parti de ces technologies de reproduction, le sex-ratio changerait au fil des générations.
Sally Gearhart co-écrit A Feminist Tarot avec Susan Rennie. A sa première publication en 1981 par Persephone Press, il est l'un des nombreux livres sur le tarot divinatoire sur le marché tentant de trouver des significations alternatives dans la symbologie, dont le plus célèbre est probablement Motherpeace Tarot (en). Insolite pour un travail de spiritualité féministe à une époque de culte de la déesse, cet ouvrage garde l'imagerie conventionnelle du tarot Rider-Waite, tout en réinterprétant et subvertissant les significations énoncées.
Elle publie également un livre intitulé Loving Women/Loving Men: Gay Liberation and the Church, qui s'adresse aux églises et communautés chrétiennes conservatrices refusant les personnes homosexuelles. Bien qu'elle n'ait jamais pleinement embrassé la foi chrétienne, Sally Gearhart en reconnait les parties significatives pour ses propres idéaux. Elle déclare un jour que « l'amour est la vérité universelle qui est au cœur de toute la création ».

## Héritage
Les documents de Sally Miller Gearhart (1956-1999) sont conservés à l'Université de l'Oregon.
« Gearhart » est une entrée du dictionnaire The A to Z of the Lesbian Liberation Movement: Still the Rage, de JoAnne Myers, 2003.
Un fonds est créé par Carla Blumberg, l'une des anciennes étudiantes de Sally Gearhart, en janvier 2008 à l'Université de l'Oregon pour la chaire Sally Miller Gearhart en études lesbiennes, dans le cadre du programme d'études sur les femmes et le genre. Le Fonds Sally Miller Gearhart pour les études lesbiennes a été créé pour promouvoir la recherche et l'enseignement dans les études lesbiennes à travers une série de conférences annuelles et un poste de professeur doté à l'Université de l'Oregon. La conférence annuelle Sally Miller Gearhart en études lesbiennes à l'Université de l'Oregon a eu lieu pour la première fois le 27 mai 2009 ; cette première conférence était intitulée The Incredibly Shrinking Lesbian World et Other Queer Conundra, et a été donnée par Arlene Stein de l'Université Rutgers.
Sally Gearhart a été dépeinte par Carrie Preston dans la mini-série When We Rise (2017), qui traitait de l'évolution de la communauté LGBT à San Francisco et de l'avancement des droits civils LGBT en Amérique,.
Le documentaire Sally!, de la réalisatrice Deborah Craig, lui est consacré en 2024,. Le film est présenté en première européenne en octobre 2024 au Festival international de film queer de Genève Everybody's Perfect et reçoit le Prix Mémoires LGBTIQ+ de la Ville de Genève.

## Publications
- Some modern American concepts of tragic drama as revealed by the critical writings of twentieth century American playwrights (1953)
- Aristotle and Modern Theorists on the Elements of Tragedy. (1969)
- The Lesbian and God-the-Father, or, All the Church Needs Is a Good Lay ... On Its Side (1972)[27]
- Loving Women/Loving Men: Gay Liberation and the Church. (1974)
- The Wanderground: Stories of the Hill Women (en), illustrations de Elizabeth Ross, Watertown, Massachusetts, Persephone Press, 1978.
- The Sword and the Vessel Versus the Lake on the Lake (1980)
- The Future - if there is one - is Female (1981)
- A Feminist Tarot (1981)
- Future Visions: Today’s Politics: Feminist Utopias in Review (1984)
- The Kanshou (2002)
- The Magister (2003)